# L'Orphelin de la Chine
Ne doit pas être confondu avec Lecture de la tragédie de L'Orphelin de la Chine de Voltaire dans le salon de Madame Geoffrin.
L’Orphelin de la Chine est une tragédie en 5 actes de Voltaire écrite en 1755 et représentée pour la première fois à la Comédie-Française le 20 aout 1755.

## Historique
Voltaire s’est inspiré de la traduction du chinois de l'Orphelin de la famille Zhao, effectuée par le P. de Prémare, pour établir sa première version en trois actes de 1753, qui a ensuite été étendue à cinq actes lorsqu’elle a été jouée par la Comédie française en 1755.
Voltaire a remis le manuscrit de la pièce de théâtre à Le Kain avec cette mise en garde : « Mon ami, vous avez les inflexions de la voix naturellement douces, gardez-vous bien d’en laisser échapper quelques-unes dans le rôle de Gengis-Kan. Il faut bien vous mettre dans la tête que j’ai voulu peindre un tigre qui, en caressant sa femelle, lui enfonce ses ongles dans les reins. »
Le Kain a raconté dans ses Mémoires comment, Voltaire ayant écrit pour lui le rôle de Gengis-Kan, il a cherché à se pénétrer du caractère de son personnage, puis, après avoir joué quelque temps avec succès le rôle à la Comédie-Française, il est allé chercher à Ferney l’impression du maitre. En l’écoutant, Voltaire est passé de l’impassibilité d’un comité de lecture ordinaire à l'agacement, rechignant, se fâchant, interrompant Le Kain, jusqu’à ce que, mécontent et furieux, il se lève et quitte la salle, refusant de le rencontrer pendant les jours suivants. Ne sachant que faire, le tragédien éconduit s’était préparé à repartir pour Paris lorsqu’au dernier moment, Voltaire l’a reçu et lui a expliqué le rôle, développant sa pensée, lui soufflant son esprit. Docile aux leçons de Voltaire, il a répété et, le lendemain, l’a impressionné par sa nouvelle interprétation selon ses indications. De retour à Paris, lorsqu’il a joué, ses collègues se sont aperçus de son changement et l’un d'eux a dit aux autres : « On voit bien qu’il revient de Ferney. »

## Distribution
| Personnages.                  | Première représentation, 20 août 1755. |
| ----------------------------- | -------------------------------------- |
| Gengis-Kan, empereur tartare. | Lekain                                 |
| Octar, guerrier tartare.      | Bellecour                              |
| Osmane, guerrier tartare.     |                                        |
| Zamti, mandarin lettré.       | Pierre Sarrazin                        |
| Idamé, femme de Zamti.        | Mademoiselle Clairon                   |
| Asséli, attachée à Idamé.     | Mademoiselle Hus                       |
| Etan, attaché à Zamti.        |                                        |

La scène est dans un palais des mandarins, qui tient au palais impérial, dans la ville de Cambaluc, aujourd’hui Pékin.

## Trame

### Ieracte
Idamé se plaint à sa confidente de sa propre disgrâce, et déplore les malheurs de l’Empire du Cachay, pris d’assaut par Gengis-Kan. Idamé redoute d’autant plus ce barbare scythe sorti tout droit des steppes qu’elle a jadis été aimée de lui, mais qu’il n’avait pu l’épouser, parce que les lois de la Chine défendent de s’unir aux étrangers. Idamé redoute que Gengis-Kan ne se venge sur son époux, Zamti, un mandarin très lettré. Lorsque ce dernier arrive, il vient lui annoncer que l’Empereur, son épouse et cinq de leurs fils viennent d’être égorgés, mais qu’il a sauvé le dernier enfant encore au berceau. À peine a-t-il achevé que le général des troupes de Gengis-Kan vient demander à Zamti l’enfant qu’il a sauvé de la mort. « Je ferai mon devoir », répond le mandarin, qui ordonne à son épouse d’aller cacher le fils de l’Empereur parmi les tombeaux de ses aïeux. Tandis qu’Idamé est sortie pour exécuter ses ordres et le laisse avec son confident à qui il fait faire le serment solennel de taire à jamais le secret qu’il va lui confier. il lui ordonne alors d’aller prendre son fils unique au berceau et de le porter aux vainqueurs. Le confident frémit, et le mandarin lui-même est ému, mais il exige d’être obéi. 

### IIeacte
Le mandarin est instruit par les larmes de son confident qu’il a été obéi. Idamé entre, venant d’apprendre le projet de son époux de livrer son fils, et se livre à sa douleur. Tout le monde se retire lorsqu’on vient annoncer l’arrivée de Gengis-Kan, qui entre, donne des ordres, distribue ses troupes. Craignant quelque surprise de la part des Comoréens qui sont l’unique espérance du mandarin, il ordonne qu’on y veille, puis se félicite d’être enfin sur le point de dévaster un pays où il a essuyé tant de chagrins et d’affronts, lorsqu’on lui vient annoncer qu’à l’instant où on allait livrer le dernier fils du Ciel au supplice, une femme aussi furieuse que désolée est venue l’arracher des mains de ses soldats, et de protester que c’était son propre fils qu’on allait égorger, et non celui de l’Empereur. Cette femme est inconnue, et Gengis-Kan est étonné de cet évènement. Soupçonnant qu’on le trompe, il ordonne, indigné, d’arrêter cette femme et son époux, et sort.

### IIIeacte
Furieux de n’avoir pu découvrir la vérité, on lui amène Idamé, et il a la surprise de reconnaitre la femme qu’il avait aimée, et dont il a essuyé les refus. Tout son amour se réveille. Lorsqu’elle lui demande la grâce de son fils, il est à la fois furieux et jaloux d’apprendre qu’elle est mariée, et veut voir l’époux qui l’a emporté sur lui. Lorsque le mandarin arrive Gengis-Kan a déjà arrêté la mort de son rival, mais il veut apprendre où est le fils de l’Empereur. Éperdue, Idamé lui découvre le secret de son mari et de l’État. Loin de s’apaiser, Gengis-Kan s’irrite de plus en plus. Zamti sort et Idamé demande à Gengis-Kan la grâce de son époux, mais le conquérant lui répond qu’elle devrait plutôt songer à tous les affronts qu’il lui reste à réparer. Resté avec son confident, il partage ses sentiments pour Idamé. 

### IVeacte
Gengis-Kan propose à Idamé de quitter son mari et de l’épouser, pour prix de la grâce des deux enfants. Idamé refuse et lui dit avec fierté qu’elle aimerait mieux mourir. Gengis-Kan lui offre en vain le sceptre. Il ne reste à Gengis-Kan que la menace de faire exécuter Zamti et les deux enfants, elle ne se soumet pas à ses désirs. Idamé ayant demandé à voir son mari, Gengis-Kan accepte et sort, la laissant avec Asséli, qui lui conseille de le contenter. Lorsque Zamti arrive et apprend les intentions de Zamti, il voit que c’est à ce prix seul qu’il peut sauver le fils de l’Empereur. Il dit à Idamé qu’il faut qu’elle le quitte et suive Gengis-Kan. Comme il a également l’intention de se tuer, Idamé, indignée de ce lui en propose d’aller retirer elle-même le fils du Ciel des tombeaux, et de le porter aux chefs des Comoréens.

### Veacte
Instruit du complot, Gengis-Kan fait arrêter les criminels. À force de prières, Idamé à qui il ne reste aucune ressource, obtient encore de revoir son époux. Après avoir peint ses malheurs à son époux, Idamé lui donne un poignard qu’elle avait caché et le supplie de la frapper. Zamti a déjà le bras levé que Gengis-Kan les arrête. Ils se croient perdus, mais le vainqueur surpris de leurs vertus et de leur constance, voyant qu’il ne pourra jamais contenter son amour, juge à propos d’y mettre fin et leur pardonne aussi bien qu’au fils de l’Empereur qu’il comble de faveurs.

## Réception

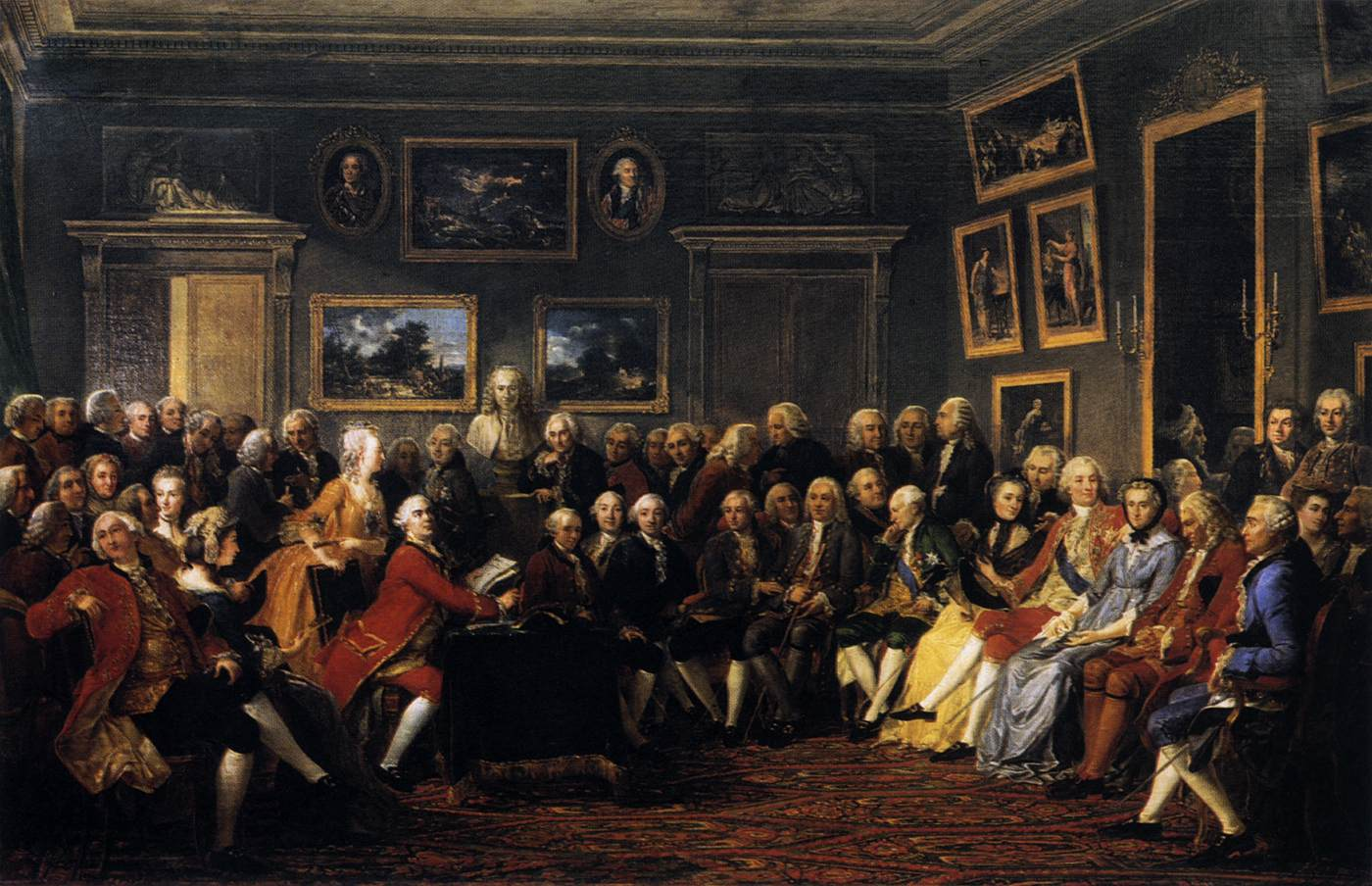
Anicet Charles Gabriel Lemonnier, Lecture de la tragédie de L'Orphelin de la Chine de Voltaire dans le salon de Madame Geoffrin.

L’Orphelin de la Chine fut représenté chez Voltaire, aux Délices, avant de paraitre à Paris. Montesquieu, qui était spectateur, s’y endormit profondément, faisant dire à Voltaire : « Il croit être à l’audience ! » Lors de la première parisienne, il fut applaudi d’un bout à l’autre. Poinsinet le jeune raconte que l’on se battit pour acheter des billets et que la pièce fut jouée devant une salle comble.
Mademoiselle Clairon, qui jouait Idamé, méditait depuis longtemps avec Lekain la réforme du costume ; elle renonça dans cette pièce aux paniers, pour paraitre vêtue comme l’exigeait son rôle. Lekain, le premier soir, fut au-dessous de lui-même, mais il se releva aux représentations suivantes. L’Orphelin de la Chine eut seize représentations, avant d’être joué à Fontainebleau, où il fut applaudi par la cour comme il l’avait été par la ville .
La Harpe prit soin d’informer les lecteurs de son Cours de littérature que « La distinction établie entre la croyance d’un Dieu, qui est la religion des lettrés, et les superstitions des bonzes, qui adoraient l’idole de Fô et la font adorer à la populace séduite, est exactement conforme à la vérité historique. » Collé, quant à lui, critiqua le manque de vraisemblance des situations et les emprunts de situations aux tragédies classiques, mais selon lui, c’est le jeu de la Clairon seul qui sauva la pièce.
Un tableau de Lemonnier intitulé Première lecture en 1755 de L’Orphelin de la Chine de Voltaire dans le salon de Mme Geoffrin célèbre la pièce dans une représentation imaginaire du salon de Marie-Thérèse Geoffrin.

## Parodie
Le succès de l’Orphelin de la Chine a été tel que Voisenon en a donné une parodie, en 1756 .